# Cattedrale dei Sacri Cuori di Gesù e Maria
La cattedrale dei Sacri Cuori di Gesù e Maria è un luogo di culto cattolico di La Storta, frazione di Roma, sede vescovile della sede suburbicaria di Porto-Santa Rufina.

## Storia
In località La Storta, mentre percorreva la via Francigena in direzione di Roma per incontrare papa Paolo III, nel novembre 1537 Ignazio di Loyola ebbe una visione di Gesù e del Padre; in quello stesso luogo, divenuto meta di pellegrinaggi, sorse una cappella detta "della Visione".
Nel 1923 venne istituito un comitato per edificare un santuario dedicato all'evento, eventualmente ampliando la cappella già esistente; tuttavia ciò non fu possibile a causa della conformazione del luogo e venne pertanto individuata una collina poco distante. Il progetto venne affidato a Giuseppe Astorri che ideò un edificio ispirato all'architettura rinascimentale, a navata unica con cappelle laterali e abside e facciata preceduta da portico a tre fornici.
La prima pietra della nuova chiesa fu posta il 31 luglio 1926 e i lavori iniziarono secondo un nuovo progetto, redatto da Filippo Sneider; presto però vennero interrotti a causa della mancanza di fondi, lasciando la costruzione allo stato di rudere. Nel 1946 il cardinale Eugène Tisserant, divenuto vescovo di Porto e Santa Rufina, diede nuovo impulso alla costruzione dell'edificio affinché divenisse la cattedrale in sostituzione di quella dei Santi Ippolito e Lucia a Fiumicino, decentrata e insufficiente, cambiando la dedicazione da Sant'Ignazio ai Sacri Cuori di Gesù e Maria. I lavori ripresero l'anno successivo e terminarono nel 1955 con la costruzione del campanile (progettato da Scipione Tadolini); la chiesa, già completata, venne consacrata il 25 marzo 1950.
Il 27 ottobre del 1957 la cattedrale ha ricevuto la visita di papa Pio XII.
Negli anni successivi alla sua costruzione, all'interno sono stati eseguiti dei dipinti.
Tra il 2008 e il 2010 è stata chiusa al culto per restauri alle volte.

## Descrizione

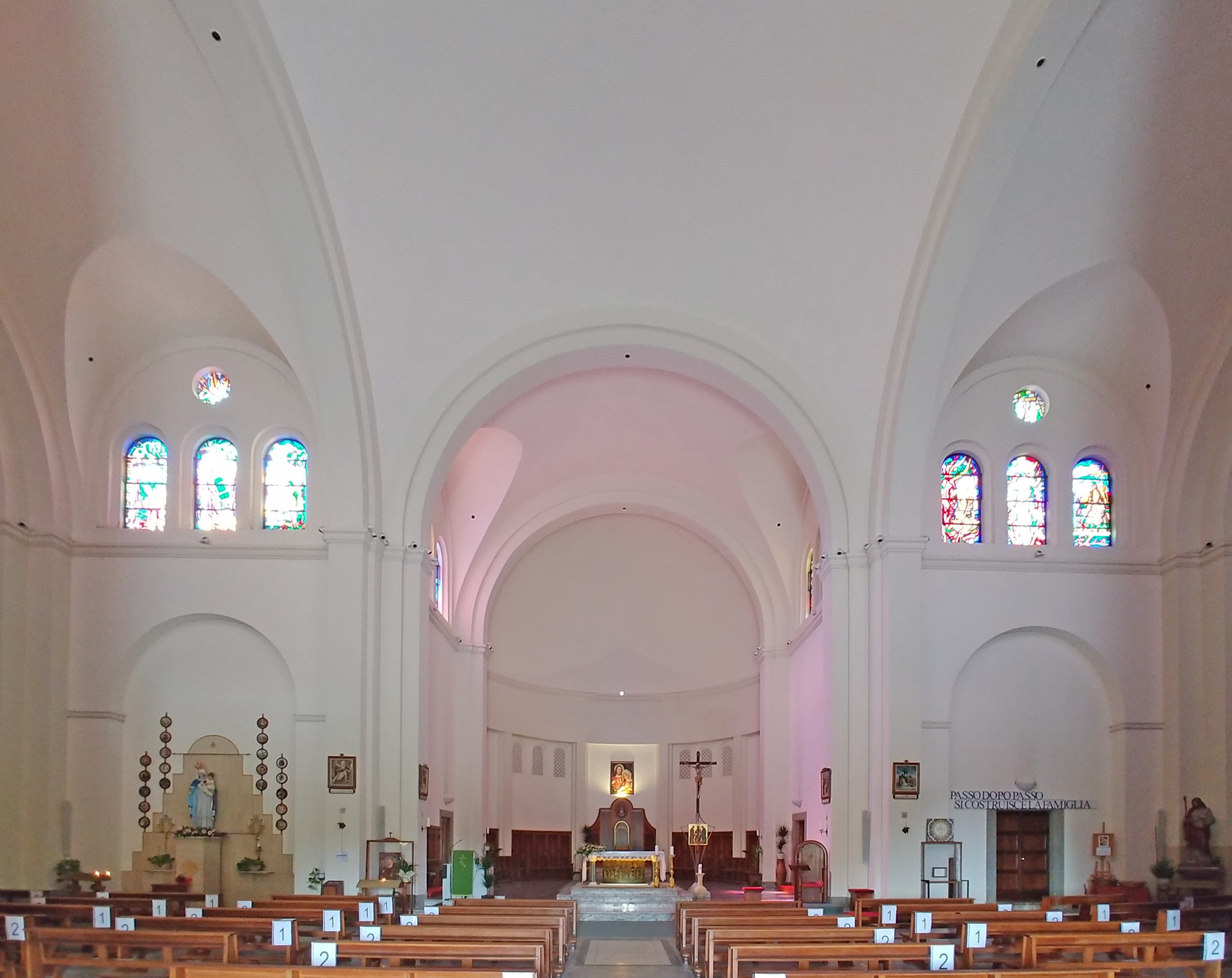
Interno

La cattedrale dei Sacri Cuori di Gesù e Maria sorge nell'area meridionale del centro abitato di La Storta, su un alto terrapieno prospiciente la via Cassia; si presenta in un sobrio stile neoromanico ed è a croce greca.
L'esterno è caratterizzato da un paramento murario prevalentemente in mattoni, nel quale si aprono delle trifore lungo le pareti laterali dei bracci e in facciata. Quest'ultima accoglie, oltre al portale d'ingresso, anche un mosaico di Luciano Vinardi con i Sacri Cuori di Gesù e Maria (1960 circa); dello stesso autore sono le vetrate policrome, realizzate tra il 1961 e il 1974 e raffiguranti Santi. Alla destra del prospetto principale si erge la torre campanaria, la cui sommità raggiunge i 54 metri di altezza.
Internamente, nei pressi della controfacciata vi è un'acquasantiera marmorea (1952), disegnata da Nino Zanotta e recante scolpito a tutto tondo lo stemma del cardinale Eugène Tisserant. Ciascuno dei due bracci del transetto termina con un'ampia abside decorata con affreschi di Stéphanie Guerzoni (1960-1965) raffiguranti il Sacro Cuore di Gesù fra santi (a destra) e la Pentecoste (a sinistra); si aprono sul transetto, ai lati del braccio d'ingresso, due cappelle semicircolari, quella di sinistra adibita a battistero (con moderno fonte battesimale in travertino ispirato a quello della basilica di San Paolo fuori le mura), quella di destra ospitante sull'altare un crocifisso in bronzo. Il presbiterio, rialzato di alcuni gradini rispetto al resto della chiesa, occupa interamente l'abside centrale; gli arredi marmorei sono stati realizzati da Luciano Vinardi nel 1996: sulla sinistra l'ambone, al centro l'altare maggiore, che ospita un'urna marmorea con le reliquie dei santi legati alla diocesi. In asse con quest'ultimo si trova la cattedra vescovile, in legno.
Nell'abside del braccio di destra del transetto, a pavimento, si trova l'organo a canne, costruito dalla ditta Mascioni nel 1950; a trasmissione elettrica, dispone di 16 registri distribuiti su unico manuale e pedaliera.